# Entropia standard di formazione
In chimica e termodinamica con il termine entropia standard di formazione di una determinata specie chimica si indica la variazione di entropia che si manifesta durante lo svolgersi di una reazione di formazione di una mole della specie in questione a partire dalle specie elementari che la compongono, allo stato standard (p° = 1 bar e attività unitaria).
Viene in genere indicata con {\displaystyle \Delta _{\mathrm {f} }S^{\circ }}e corrisponde alla differenza di contenuto entropico dei prodotti e dei reagenti della reazione di formazione della specie chimica in questione (moltiplicando per i relativi coefficienti stechiometrici {\displaystyle \nu _{i}}):
{\displaystyle \Delta _{\mathrm {f} }S^{\circ }=\sum _{prodotti}|\nu _{i}|\cdot \Delta S_{i}^{\circ }-\sum _{reagenti}|\nu _{j}|\cdot \Delta S_{j}^{\circ }}
Nel caso in cui i prodotti e i reagenti abbiano un differente stato di aggregazione nel calcolo dell'entropia standard di formazione bisogna includere altri termini relativi ai cambiamenti di stato.
Può essere ricavata  anche come differenza tra l'energia libera di Gibbs standard di formazione {\displaystyle \Delta _{\mathrm {f} }G^{\circ }}e l'entalpia standard di formazione :
{\displaystyle \Delta _{\mathrm {f} }S^{\circ }=\Delta _{\mathrm {f} }G^{\circ }-\Delta _{\mathrm {f} }H^{\circ }}

## Esempio
Si consideri la seguente reazione:
H2 + Cl2 → 2 HCl
L'entropia standard di formazione dell'acido cloridrico può essere ricavata come:
ΔS°f = Σ(ΔS°prodotti) - Σ(ΔS°reagenti) = 2(S°HCl) - S°H2 - S°Cl2